# Nei boschi eterni
Nei boschi eterni (titolo in lingua originale Dans les bois éternels) è un romanzo giallo del 2006 della scrittrice francese Fred Vargas, il quinto con protagonista il personaggio del commissario Adamsberg e i suoi uomini del commissariato del XIII arrondissement di Parigi.
Il romanzo è stato pubblicato per la prima volta in Francia nel 2006 dall'editore Hamy, poi tradotto e pubblicato in Italia nel 2007, da Einaudi.

## Trama
Il commissario Adamsberg si è appena trasferito in una nuova casa dove si dice abiti ancora il fantasma di una monaca che nel XVIII secolo derubava ed uccideva le anziane fedeli. Nello stesso tempo, in una nota zona parigina di spaccio e degrado, vengono trovati i cadaveri di due uomini molto alti e muscolosi. Il nuovo medico legale Ariane Lagarde, un'anatomopatologa famosa per i suoi studi sugli assassini dissociati e vecchia conoscente di Adamsberg, dichiara che, in base alle ferite inferte, entrambi gli uomini sono stati uccisi da una donna. Il libro che ha reso famosa la patologa tratta di un particolare tipo di serial killer dalla personalità dissociata: solo una sarebbe la personalità "assassina", ignorata dall'altra. Una delle più celebri assassine di questo tipo è un'anziana infermiera che uccideva i suoi pazienti con iniezioni d'aria, arrestata anni prima da Adamsberg e studiata a fondo dalla Lagarde: si viene a sapere che l'infermiera assassina è da poco evasa.
In Normandia, invece, gli abitanti di un villaggio sono preoccupati per altri fatti strani: la barbara uccisione di due cervi, non per motivi di caccia, il furto di una reliquia (le ossa di un santo) e l'avvistamento di una strana "ombra" nel cimitero locale. La stessa ombra che è stata vista in un cimitero parigino dove conducono le tracce dell'assassina dei due uomini. Qui una tomba è stata dissacrata. Lo stesso è avvenuto in Normandia. I fatti sembrano avere un collegamento solo per Adamsberg e il suo particolare metodo d'indagine: il commissario preferisce avanzare col naso per aria e fuori da ogni logica. Secondo lui, una monaca assassina, la dissacrazione delle tombe di alcune vergini e un'antica preparazione medioevale sono tutti eventi collegati tra loro.
Nel frattempo, mentre le indagini proseguono, un nuovo membro è entrato a far parte della squadra e la vita personale di Adamsberg è pericolante, come al solito. Il nuovo poliziotto, Veyrenc, dalla strana capigliatura tigrata, seduce Camille, la storica non-fidanzata con cui Adamsberg ha un'altalenante relazione e da cui ha avuto un figlio, Thomas. Veyrenc parla in versi simili a quelli di Jean Racine ed è arrivato a Parigi per indagare sulla brutale aggressione di cui è stato vittima durante l'infanzia, e che gli ha causato una ricrescita anomala della capigliatura: un crimine in cui è coinvolto Adamsberg e che risale a quando entrambi vivevano in due valli attigue dei Pirenei.
Forse gli omicidi, le profanazioni delle tombe (entrambe di donne vergini) e l'uccisione dei cervi hanno qualcosa in comune: la preparazione di un'antica "ricetta" medioevale per la vita eterna, che qualcuno (l'infermiera assassina?) sta seguendo alla lettera. La ricetta collega l'uccisione dei cervi e delle vergini, che secondo il libro dovevano essere tre. Poco tempo più tardi la terza vergine viene aggredita ma l'assassina ( l'infermiera?) fallisce e fugge. Quando Adamsberg giunge sul posto nota, come le altre volte, una marcata traccia di lucido da scarpe blu per terra, usato dall'infermiera. Allora Adamsberg fa attraversare il cortile a uno dei suoi uomini con le scarpe lucidate, che quando entra non lascia nessuna traccia, e da lì intuisce che la traccia di lucido era falsa e qualcuno voleva incastrare l'infermiera. Le indagini proseguono, ma il tenente Violette Retancourt scompare improvvisamente perché aveva capito qualcosa di importante. Viene ritrovata dal suo gatto Palla, quasi morta a causa di un'enorme quantità di calmante. Viene trasferita all'ospedale, e quella notte la dottoressa Ariane Lagarde, che si rivela essere l'assassina, penetra nell'ospedale per ucciderla ma viene arrestata dallo stesso Adamsberg. Durante l'interrogatorio, Ariane si rivela essere una dissociata: ascolta il resoconto dei propri omicidi in modalità Alpha (normale) senza pronunciare una parola, dato che allo stesso tempo non aveva idea e sapeva benissimo ciò che stava dicendole il commissario Adamsberg. A un certo punto Ariane sorride quando Adamsberg crede che la pozione sia a casa sua, e va in bagno, dal quale viene poi trascinata fuori con la miscela in mano: stava per berla. Subito dopo viene sbattuta in prigione, ma Adamsberg le porta un po' della pozione per farla star cheta, e lui e Veyrenc si rappacificano.

## Edizioni
- Fred Vargas, Nei boschi eterni, traduzione di Margherita Botto, collana Stile libero Big, Einaudi, 2007,  p. 391, ISBN 978-88-06-18664-7.

Il romanzo è uno dei tre raccolti in:
- Fred Vargas, La seconda trilogia Adamsberg, traduzione di Margherita Botto, SuperET, Einaudi, 2014,  p. 1024, ISBN 978-88-06-22027-3.